# Agrilus hieroglyphicus
Agrilus hieroglyphicus es una especie de insecto del género Agrilus, familia Buprestidae, orden Coleoptera.
Fue descrita científicamente por Kerremans, 1899.